# Fettah Dindar
Fettah Dindar (* 15. September 1955 in Gjilan, SFR Jugoslawien, heute Kosovo) ist ein ehemaliger türkischer Fußballspieler.

## Karriere
Fettah Dindar begann seine Karriere in der Jugend von Bayrampaşaspor und wechselte zwei Jahre später in die Jugend von İstanbulspor. Ab der Saison 1973/74 gehörte Dindar zur 1. Mannschaft. Für İstanbulspor spielte der Abwehrspieler sieben Jahre lang. Im Sommer 1981 wechselte Dindar zu Galatasaray Istanbul.
In seiner ersten Saison für die Gelb-Roten kam Fettah Dindar zu 26 Ligaspielen. In der nachfolgenden Spielzeit gewann er mit Galatasaray den türkischen Pokal und einen Monat später den Devlet Başkanlığı Kupası.
Die Spielzeit 1987/88 bei Zeytinburnuspor war seine letzte und er beendete seine Karriere.

## Erfolge
Galatasaray Istanbul
- Türkischer Fußballpokal: 1982
- Devlet Başkanlığı Kupası: 1982